# Elisabeth Risdon

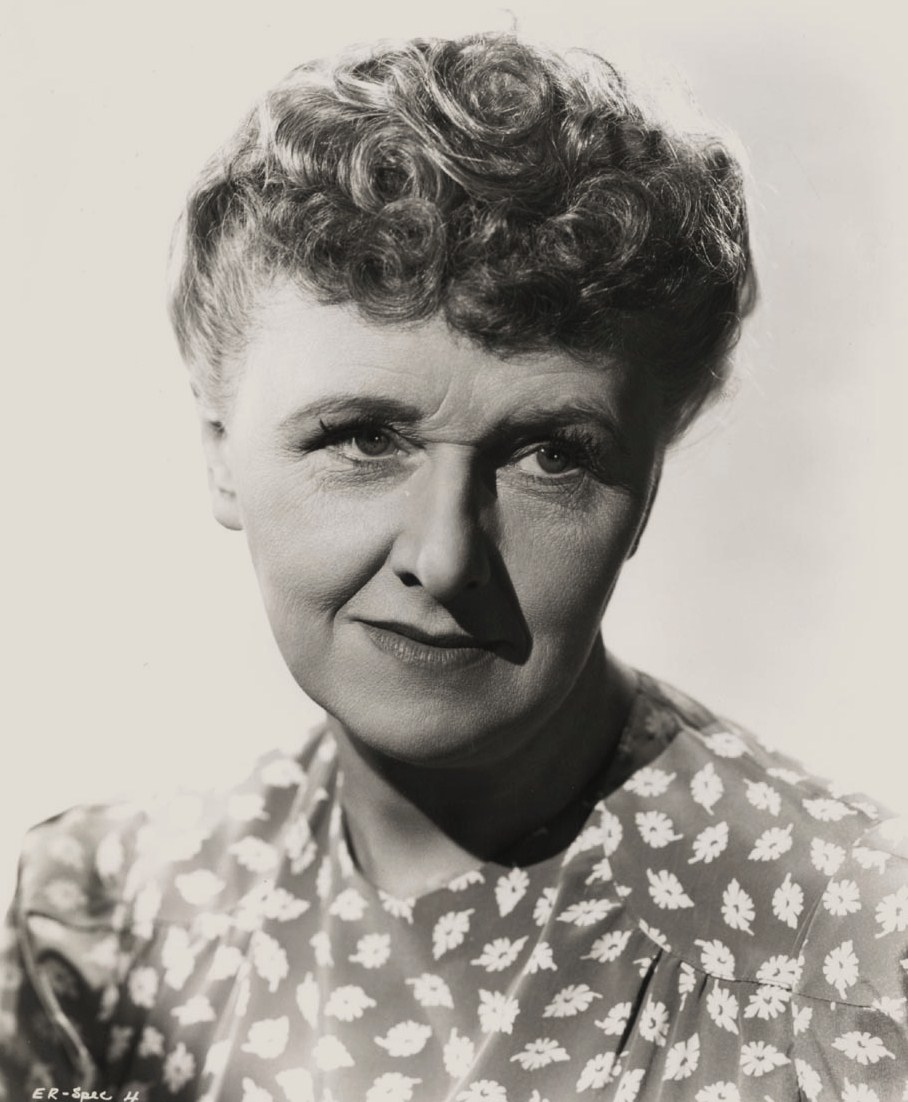
Elisabeth Risdon, 1941.

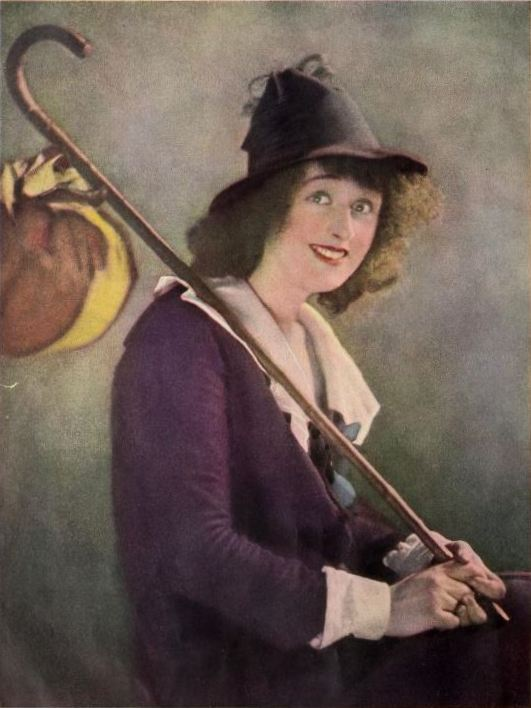
Elisabeth Risdon, 1919.

Elisabeth Risdon, född 26 april 1887 i London, England, död 20 december 1958 i Santa Monica, Kalifornien, var en brittisk skådespelare. Risdon slog igenom som stumfilmsstjärna i Storbritannien på 1910-talet. Från 1935 hade hon en andra karriär som karaktärsskådespelare i Hollywoodfilmer. Totalt medverkade hon i över 140 filmer.

## Filmografi, urval
- 1936 – Theodora leker med elden
- 1936 – Beräknande fruar
- 1937 – I skyskrapornas skugga
- 1939 – Då lagen var maktlös
- 1939 – Huckleberry Finns äventyr
- 1941 – Härligt men farligt
- 1941 – Sierra
- 1942 – Slumpens skördar
- 1942 – Äro gifta män nödvändiga?
- 1943 – På villovägar
- 1944 – Spöket på Canterville
- 1946 – Min fru tar semester
- 1947 – Pappa och vi
- 1947 – Ägget och jag
- 1952 – Scaramouche – de tusen äventyrens man